# Gabriel Garza Hoth
Gabriel Arturo Garza Hoth (Ciudad de México, 1966) fue un asesino serial mexicano activo entre 1991 y 1998, en Ciudad de México, conocido mediáticamente como "El Viudo Negro". Asesinó a su esposa y dos novias para colectar sus seguros de vida, obtuvo un total de 500,000 dólares por sus crímenes.
Su primera víctima fue su primera esposa, llamada Soledad Váldez, quien murió de un ataque de corazón, en 1991, sin embargo los médicos desde un inicio creyeron que había sido envenenada. Su segunda víctima fue una novia de  nombre Marcela Palacios, quién murió baleada, en 1992, en una "asalto violento". Su víctima final fue Ana Gloria Gomezpalacio quién murió en otro "asalto", en 1997. La "coincidencia" de tres parejas muertas en tan sólo seis años alertó a la policía, pero Garza huyó a España. Fue capturado en 1998 y extraditado a México, donde fue condenado  básicamente prisión perpetua.